# Талкан
Талкан (башк. талҡан; каз. талқан; кирг. талкан; від рос. толокно) — борошно великого помелу із смаженої пшениці, проса, жита, овеса, ячменю або їх суміші..

## Опис
Талкан поширений у кухні алтайців, ногайців, башкирів, бурятів, казахів, киргизів, монголів, татар, тувинців, узбеків, чувашів, хакасів.

## Інгредієнти та приготування
За традицією зерна пшениці, проса, жита, овеса, ячменю перемелюють на жорнах або топчуть у ступці. Потім просівають через сито, відокремлюючи борошно різного помелу. Згідно з цим талкан буває великого та дрібного помелу.

## Особливості споживання
Талкан зі сметаною або маслом використовують для приготування каші.
Подають до чаю з медом, меленою черемхою у вигляді кульок.
Традиційно страву подають до столу під час свят бішектуя, карга туя, кякук сяйя, сабантуйя, сиргатуя та землеробських обрядів.
Сухий талкан зберігають у полотняних мішках, берестяних коробах, змішаний з топленим маслом — в діжках.
Вживають у поїздах, на полюванні та під час мусульманського посту.

## Цікаві факти
- Талкан збагачує організм людини мікроелементами. Є малокалорійним продуктом. Розчиняє холестеринові та сольові відкладення у судинах, суглобах, хребті, печінці та нирках. Є ентеросорбентом.
- Напій, який готують з талкану, називається жарма або максим.